# Georg Peter Danckwardt
Georg Peter Danckwardt, född 6 december 1735 på Strö i Norra Strö socken, död 23 maj 1809 i Landskrona, var en svensk militär.
Georg Peter Danckwardt var son till lagmannen Carl Gustaf Danckwardt och Elisabet Schaeij. Han blev volontär vid Södra skånska kavalleriregementet 1750, transporterades till garnisonsregementet i Stralsund 1754, blev furir samma år, sergeant 1755 och fänrik där 1756. Danckwardt blev löjtnant 1758, kapten 1768, major 1785, överstelöjtnant i armén 1793 och överstelöjtnant vid garnisonsregementet i Stralsund 1794. Han var överste och chef för garnisonsregementet i Stralsund 1796–1798.
Georg Peter Danckwardt blev riddare av Svärdsorden 1779.